# Associazione Sportiva Pescara 1972-1973
Questa voce raccoglie le informazioni riguardanti il Pescara Calcio nelle competizioni ufficiali della stagione 1972-1973.

## Stagione
Per la seconda volta nella sua storia, dopo il primo precedente del 1949-1950, la compagine biancazzurra riparte dopo una retrocessione al quarto livello del calcio nazionale.
Nonostante la fortissima contestazione di una parte di tifoseria, sfociata anche in alcuni episodi di violenza contro Galeota ritenuto responsabile della retrocessione tra i dilettanti, il Presidente resta alla guida della società con il solo Vincenzo Marinelli in qualità di Consigliere: la rinascita viene affidata a Domenico "Tom" Rosati, carismatico allenatore marchigiano che accetta di scendere dalla Serie B in cerca di riscatto dopo la fallimentare stagione alla guida del Livorno segnata dall'esonero e la retrocessione dei labronici.
Totalizzando 52 punti, con una serie record di 25 partite utili consecutive e sole 3 sconfitte in tutta la stagione, il Pescara trascinato dai 10 gol di Rigotto si piazza al primo posto e torna in Serie C dopo un solo anno di militanza nel campionato interregionale.

## Rosa
| N. |                   | Ruolo | Calciatore           |
| -- | ----------------- | ----- | -------------------- |
|    | Italia (bandiera) | P     | Giuseppe Ventura     |
|    | Italia (bandiera) | P     | Marini               |
|    | Italia (bandiera) | D     | Rino Ceccardi        |
|    | Italia (bandiera) | D     | Francesco Ciampoli   |
|    | Italia (bandiera) | C     | Edomndo Prosperi     |
|    | Italia (bandiera) | D     | Gianfranco De Marchi |
|    | Italia (bandiera) | C     | Ezio Cialini         |
|    | Italia (bandiera) | C     | Bibi                 |
|    | Italia (bandiera) | A     | Attilio Arditi       |

| N. |                   | Ruolo | Calciatore        |
| -- | ----------------- | ----- | ----------------- |
|    | Italia (bandiera) | C     | Natale Mazzeo     |
|    | Italia (bandiera) | D     | Luciano Battiston |
|    | Italia (bandiera) | D     | Franco Rosati     |
|    | Italia (bandiera) |       | Marino Rosati     |
|    | Italia (bandiera) | A     | Roberto Rigotto   |
|    | Italia (bandiera) | A     | Primo Rigoni      |
|    | Italia (bandiera) | A     | Moliterno         |
|    | Italia (bandiera) | A     | Romolo Ciardella  |
|    | Italia (bandiera) | D     | Gianni Santilli   |
|    | Italia (bandiera) | A     | Renzo Favaron     |
|    | Italia (bandiera) | A     | Angelo Stabile    |

## Risultati

### Serie D

#### Girone di andata
| Martina Franca 1ª giornata | Martina | 2 – 0 | Pescara | Stadio Comunale |

| Pescara 2ª giornata | Pescara | 2 – 0 | Nardò | Stadio Adriatico |

| Pescara 3ª giornata | Pescara | 2 – 1 | Putignano | Stadio Adriatico |

| Teramo 4ª giornata | Teramo | 1 – 1 | Pescara | Stadio Comunale |

| Pescara 5ª giornata | Pescara | 3 – 0 | Gallipoli | Stadio Adriatico |

| Lanciano 6ª giornata | Lanciano | 0 – 0 | Pescara | Stadio Cinque Pini |

| Pescara 7ª giornata | Pescara | 1 – 1 | Angolana | Stadio Adriatico |

| Sulmona 8ª giornata | Sulmona | 1 – 0 | Pescara | Stadio Francesco Pallozzi |

| Pescara 9ª giornata | Pescara | 1 – 0 | Monopoli | Stadio Adriatico |

| Pescara 10ª giornata | Pescara | 1 – 0 | Fasano | Stadio Adriatico |

| Poggiardo 11ª giornata | Poggiardo | 0 – 1 | Pescara | Stadio Comunale |

| Pescara 12ª giornata | Pescara | 2 – 1 | Fidelis Andria | Stadio Adriatico |

| Termoli 13ª giornata | Termoli | 1 – 1 | Pescara | Stadio Gino Cannarsa |

| Pescara 14ª giornata | Pescara | 2 – 0 | Bitonto | Stadio Adriatico |

| Sant'Egidio alla Vibrata 15ª giornata | Santegidiese | 0 – 0 | Pescara | Stadio Comunale |

| Cerignola 16ª giornata | Audace Cerignola | 0 – 0 | Pescara | Stadio Domenico Monterisi |

| Pescara 17ª giornata | Pescara | 2 – 1 | Manduria | Stadio Adriatico |

#### Girone di ritorno
| Pescara 18ª giornata | Pescara | 1 – 0 | Martina | Stadio Adriatico |

| Nardò 19ª giornata | Nardò | 1 – 1 | Pescara | Stadio Granata |

| Putignano 20ª giornata | Putignano | 0 – 0 | Pescara | Stadio Comunale Torino '49 |

| Pescara 21ª giornata | Pescara | 1 – 0 | Teramo | Stadio Adriatico |

| Gallipoli 22ª giornata | Gallipoli | 0 – 1 | Pescara | Stadio Lido San Giovanni |

| Pescara 23ª giornata | Pescara | 2 – 1 | Lanciano | Stadio Adriatico |

| Città Sant'Angelo 24ª giornata | Angolana | 0 – 2 | Pescara | Stadio Comunale |

| Pescara 25ª giornata | Pescara | 2 – 1 | Sulmona | Stadio Adriatico |

| Monopoli 26ª giornata | Monopoli | 0 – 1 | Pescara | Stadio Vito Simone Veneziani |

| Fasano 27ª giornata | Fasano | 2 – 2 | Pescara | Stadio Comunale |

| Pescara 28ª giornata | Pescara | 3 – 1 | Poggiardo | Stadio Adriatico |

| Andria 29ª giornata | Fidelis Andria | 0 – 1 | Pescara | Stadio Comunale |

| Pescara 30ª giornata | Pescara | 2 – 1 | Termoli | Stadio Adriatico |

| Bitonto 31ª giornata | Bitonto | 1 – 1 | Pescara | Stadio Città degli Ulivi |

| Pescara 32ª giornata | Pescara | 2 – 0 | Santegidiese | Stadio Adriatico |

| Pescara 33ª giornata | Pescara | 8 – 0 | Audace Cerignola | Stadio Adriatico |

| Manduria 34ª giornata | Manduria | 0 – 1 | Pescara | Stadio Comunale |